# 陈荣高
陈荣高（1956年4月—），浙江义乌人，汉族，中华人民共和国政治人物、第十一届全国人民代表大会浙江地区代表。歷任中共丽水市长。
1977年9月參加工作。毕业于中央党校经济学专业，是中共党员。担任浙江省政协秘书长。2008年起担任全国人大代表。2014年1月陈荣高任浙江省政协代秘书长。